# Migliori marcatori di sempre ABA e NBA
In questa pagina sono elencati i Migliori marcatori di sempre ABA e NBA, ovvero i giocatori che hanno segnato più punti durante la stagione regolare sommando l'NBA (dal 1946 ad oggi) e l'ABA (dal 1967 al 1976).

## Classifica
Statistiche aggiornate al 14 aprile 2025.
|           | Eletto nella Basketball Hall of Fame |
| Grassetto | Ancora in attività                   |

| #  | Nome                | Punti | Partite | Media | Ruolo          | Esordio | Ritiro | Squadre |
| -- | ------------------- | ----- | ------- | ----- | -------------- | ------- | ------ | --- |
| 1  | LeBron James        | 42184 | 1562    | 27,01 | SF/PF/PG/ SG/C | 2003    | —      | Cleveland Cavaliers, Miami Heat, L.A. Lakers |
| 2  | Kareem Abdul-Jabbar | 38387 | 1560    | 24,61 | C              | 1969    | 1989   | Milwaukee Bucks, L.A. Lakers |
| 3  | Karl Malone         | 36928 | 1476    | 25,02 | PF             | 1985    | 2004   | Utah Jazz, L.A. Lakers |
| 4  | Kobe Bryant         | 33643 | 1346    | 24,99 | SG/SF          | 1996    | 2016   | L.A. Lakers |
| 5  | Michael Jordan      | 32292 | 1072    | 30,12 | SG/SF          | 1984    | 2003   | Chicago Bulls, Wash. Wizards |
| 6  | Dirk Nowitzki       | 31560 | 1522    | 20,74 | PF/C           | 1998    | 2019   | Dallas Mavericks |
| 7  | Wilt Chamberlain    | 31419 | 1045    | 30,07 | C              | 1959    | 1973   | S.F. Warriors, Philadelphia 76ers, L.A. Lakers |
| 8  | Kevin Durant        | 30571 | 1123    | 27,22 | SF/PF/SG       | 2007    | —      | Seattle S.Sonics, Oklahoma Thunder, G.S. Warriors, Brooklyn Nets, Phoenix Suns                                                                               |
| 9  | Julius Erving       | 30026 | 1243    | 24,16 | SF             | 1971    | 1987   | Virginia Squires, N.Y. Nets, Philadelphia 76ers |
| 10 | Moses Malone        | 29580 | 1455    | 20,33 | C/PF           | 1974    | 1995   | Utah Stars, Spirits of St. Louis, Buffalo Braves, Houston Rockets, Philadelphia 76ers, Washington Bullets, Atlanta Hawks, Milwaukee Bucks, San Antonio Spurs |
| 11 | Shaquille O'Neal    | 28596 | 1207    | 23,69 | C              | 1992    | 2011   | Orlando Magic, L.A. Lakers, Miami Heat, Phoenix Suns, Cleveland Cavaliers, Boston Celtics                                                                    |
| 12 | Carmelo Anthony     | 28289 | 1260    | 22,45 | SF/PF          | 2003    | 2022   | Denver Nuggets, N.Y. Knicks, Oklahoma Thunder, Houston Rockets, Portland T. Blazers, L.A. Lakers                                                             |
| 13 | James Harden        | 27687 | 1151    | 24,05 | SG/PG          | 2009    | —      | Oklahoma Thunder, Houston Rockets, Brooklyn Nets, Philadelphia 76ers, L.A. Clippers                                                                          |
| 14 | Dan Issel           | 27482 | 1218    | 22,56 | C/PF           | 1970    | 1985   | Kentucky Colonels, Denver Nuggets |
| 15 | Elvin Hayes         | 27313 | 1303    | 20,96 | PF/C           | 1968    | 1984   | San Diego Rockets/ Houston Rockets, Capital Bullets/ Washington Bullets                                                                                      |
| 16 | Hakeem Olajuwon     | 26946 | 1238    | 21,77 | C              | 1984    | 2002   | Houston Rockets, Toronto Raptors |
| 17 | Oscar Robertson     | 26710 | 1040    | 25,68 | PG             | 1960    | 1974   | Cincinnati Royals, Milwaukee Bucks |
| 18 | Dominique Wilkins   | 26668 | 1074    | 24,83 | SF             | 1982    | 1999   | Atlanta Hawks, L.A. Clippers, Boston Celtics, San Antonio Spurs, Orlando Magic                                                                               |
| 19 | George Gervin       | 26595 | 1060    | 25,09 | SF/SG          | 1972    | 1986   | Virginia Squires, San Antonio Spurs, Chicago Bulls |
| 20 | Tim Duncan          | 26496 | 1392    | 19,03 | C/PF           | 1997    | 2016   | San Antonio Spurs |
| 21 | Paul Pierce         | 26397 | 1343    | 19,66 | SF/SG          | 1998    | 2017   | Boston Celtics, Brooklyn Nets, Wash. Wizards, L.A. Clippers                                                                                                  |
| 22 | John Havlicek       | 26395 | 1270    | 20,78 | SF/SG          | 1962    | 1978   | Boston Celtics |
| 23 | Russell Westbrook   | 26205 | 1237    | 21,18 | PG             | 2008    | —      | Oklahoma Thunder, Houston Rockets, Wash. Wizards, L.A. Lakers, L.A. Clippers, Denver Nuggets                                                                 |
| 24 | Kevin Garnett       | 26071 | 1462    | 17,83 | PF/C           | 1995    | 2016   | Minnesota T'wolves, Boston Celtics, Brooklyn Nets |
| 25 | Vince Carter        | 25728 | 1541    | 16,70 | SG/SF/PF       | 1998    | 2020   | Toronto Raptors, N.J. Nets, Orlando Magic, Phoenix Suns, Dallas Mavericks, Memphis Grizzlies, Sacramento Kings, Atlanta Hawks                                |
| 26 | Alex English        | 25613 | 1193    | 21,47 | SF             | 1976    | 1991   | Milwaukee Bucks, Indiana Pacers, Denver Nuggets, Dallas Mavericks                                                                                            |
| 27 | Stephen Curry       | 25386 | 1026    | 24,74 | PG             | 2009    | —      | G.S. Warriors |
| 28 | DeMar DeRozan       | 25292 | 1187    | 21,31 | SG/SF/PF       | 2009    | —      | Toronto Raptors, San Antonio Spurs, Chicago Bulls, Sacramento Kings                                                                                          |
| 29 | Rick Barry          | 25279 | 1020    | 24,78 | SF             | 1965    | 1980   | S.F. Warriors/ G.S. Warriors, Oakland Oaks/ Washington Caps, N.Y. Nets, Houston Rockets                                                                      |
| 29 | Reggie Miller       | 25279 | 1389    | 18,20 | SG             | 1987    | 2005   | Indiana Pacers |
| 31 | Jerry West          | 25192 | 932     | 27,03 | PG/SG          | 1960    | 1974   | L.A. Lakers |
| 32 | Artis Gilmore       | 24941 | 1329    | 18,77 | C              | 1971    | 1988   | Kentucky Colonels, Chicago Bulls, San Antonio Spurs, Boston Celtics                                                                                          |
| 33 | Patrick Ewing       | 24815 | 1183    | 20,98 | C/PF           | 1985    | 2002   | N.Y. Knicks, Seattle S.Sonics, Orlando Magic |
| 34 | Ray Allen           | 24505 | 1300    | 18,85 | SG             | 1996    | 2014   | Milwaukee Bucks, Seattle S.Sonics, Boston Celtics, Miami Heat                                                                                                |
| 35 | Allen Iverson       | 24368 | 914     | 26,66 | SG/PG          | 1996    | 2010   | Philadelphia 76ers, Denver Nuggets, Detroit Pistons, Memphis Grizzlies                                                                                       |
| 36 | Charles Barkley     | 23757 | 1073    | 22,14 | PF/SF          | 1984    | 2000   | Philadelphia 76ers Phoenix Suns, Houston Rockets |
| 37 | Robert Parish       | 23334 | 1611    | 14,48 | C              | 1976    | 1997   | G.S. Warriors, Boston Celtics, Charlotte Hornets, Chicago Bulls                                                                                              |
| 38 | Adrian Dantley      | 23177 | 955     | 24,27 | SF             | 1976    | 1992   | Buffalo Braves, Indiana Pacers, L.A. Lakers, Utah Jazz, Detroit Pistons, Dallas Mavericks, Milwaukee Bucks                                                   |
| 39 | Dwyane Wade         | 23165 | 1054    | 21,98 | SG/PG          | 2003    | 2019   | Miami Heat, Cleveland Cavaliers, Chicago Bulls |
| 40 | Elgin Baylor        | 23149 | 846     | 27,36 | SF             | 1958    | 1971   | Minneapolis Lakers/ L.A. Lakers |
| 41 | Chris Paul          | 23011 | 1354    | 16,99 | PG             | 2005    | —      | N.O. Hornets, L.A. Clippers, Houston Rockets, Oklahoma Thunder, Phoenix Suns, San Antonio Spurs                                                              |
| 42 | Damian Lillard      | 22598 | 865     | 25,11 | PG             | 2012    | —      | Portland T. Blazers, Milwaukee Bucks |
| 43 | Clyde Drexler       | 22195 | 1086    | 20,44 | SG             | 1983    | 1998   | Portland T. Blazers, Houston Rockets |
| 44 | Gary Payton         | 21813 | 1335    | 16,34 | PG             | 1990    | 2007   | Seattle S.Sonics, Milwaukee Bucks, L.A. Lakers, Boston Celtics, Miami Heat                                                                                   |
| 45 | Larry Bird          | 21791 | 897     | 24,29 | SF/PF          | 1979    | 1992   | Boston Celtics |
| 46 | Hal Greer           | 21586 | 1122    | 19,24 | SG/PG          | 1958    | 1973   | Syracuse Nationals, Philadelphia 76ers |
| 47 | Walt Bellamy        | 20941 | 1043    | 20,08 | C              | 1961    | 1974   | Chicago Zephyrs/ Baltimore Bullets, N.Y. Knicks, Detroit Pistons, Atlanta Hawks, Utah Jazz                                                                   |
| 48 | Pau Gasol           | 20894 | 1226    | 17,04 | C/PF           | 2001    | 2019   | Memphis Grizzlies, L.A. Lakers, Chicago Bulls, San Antonio Spurs, Milwaukee Bucks                                                                            |
| 49 | Bob Pettit          | 20880 | 792     | 26,36 | PF/C           | 1954    | 1965   | Milwaukee Hawks, St. Louis Hawks |
| 50 | David Robinson      | 20790 | 987     | 21,06 | C              | 1989    | 2003   | San Antonio Spurs |